# Igor Vusurović
Igor Vusurović, né le 24 septembre 1974 à Ivangrad (Yougoslavie), est un joueur monténégrin de volley-ball. Il a participé à de nombreuses compétitions internationales avec l'équipe de Serbie-et-Monténégro. Il a notamment joué pour le Beauvais OUC. Il joue actuellement au Luch Moscou.